# سابیل
سابیل (به آلمانی: Zabeln) شهرکی در لتونی با جمعیت ۳٬۲۲۰ نفر است که در talsi municipality واقع شده‌است.